# Henry Rolle
Sir Henry Rolle (1589–1656), de Shapwick a Somerset, fou Lord Jutge en Cap d'Anglaterra i Gal·les i també membre de la Cambra dels Comuns del Regne Unit per Callington,  Cornualla, (1614–1623–4) i per Truro, Cornualla, (1625–1629).